# Lamento

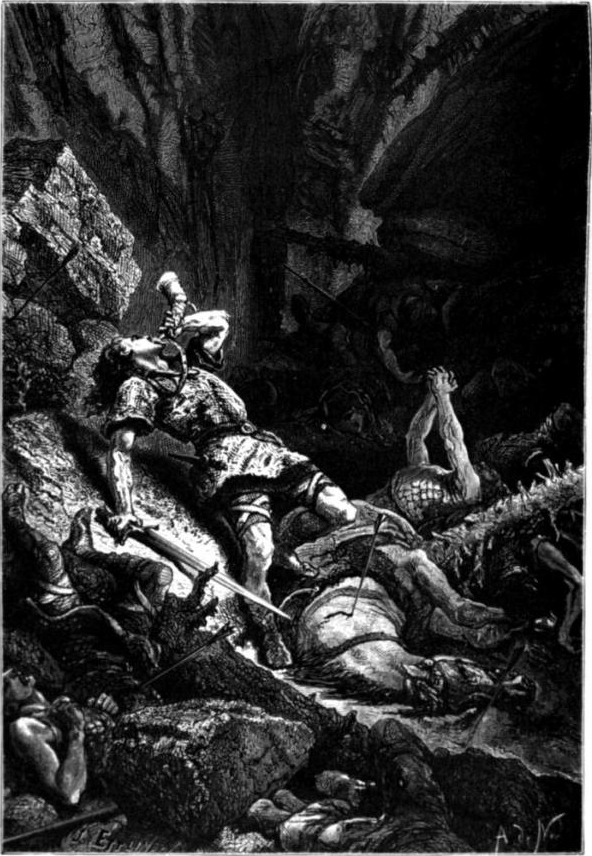
A Morte de Roland em Roncesvalles foi um lamento sobre a guerra.

Um lamento, ou lamentação, é uma canção, composta por versículos, cujo tema é principalmente triste, obscuro ou mesmo trágico. Em contraste com a canção de gesta épica e heroica, é um poema sobre eventos muitas vezes envolvendo um personagem real cuja adversidade e infelicidade permitiram encenar uma tragédia.
No nível da poesia e prosódia, o lamento distingue-se de outras formas poéticas medievais pela insistência da rima. É por isso que muitas vezes na prestação de lais, a alternância de duas métricas e duas rimas. A fórmula é (A7 A3 B7 A7 A3 B7 B7 b3 A7 A7 B7 B3 A7), onde as letras (A, B) representam as rimas e os números representam o número de pés.
Os textos originais são escritos em latim, os temas são frequentemente religiosos e extraídos a partir da Bíblia (Planctus). As queixas são, na sua maioria, cantadas pela trovador. Um exemplo muito conhecido é a La chanson de Roland.